# Super Mario 3D All-Stars
Super Mario 3D All-Stars, anomenat fora d'Occident Super Mario 3D Collection (スーパーマリオ３Ｄコレクション, Sūpā Mario 3D Korekushon), és un videojoc per a la consola Nintendo Switch que compila tres videojocs de plataformes 3D de la saga Super Mario: Super Mario 64, Super Mario Sunshine i Super Mario Galaxy.
Anunciat en una presentació especial el 3 de setembre del 2020 i després de rumors, va ser llançat el 18 de setembre del 2019 de forma limitada fins al 31 de març de 2021, quan va ser deixar de fabricar-se físicament i es va retirar de la Nintendo eShop, en motiu del 35è aniversari de l'estrena japonesa de Super Mario Bros., que va iniciar la saga Super Mario.

## Canvis
Tots els jocs funcionen mitjançant emulador, excepte Super Mario Galaxy, on part del codi va ser recompilat per executar-se nativament. Tots els jocs excepte Super Mario 64 es poden executar en mode televisor en resolució 1080p i en una relació d'aspecte 16:9. En aquest cas, s'ofereix en 720p i en 4:3, i dins un marc negre que no ocupa tota la pantalla. Tots els jocs tenen funcions de vibració i alguns detalls gràfics foren redissenyats.
La versió de Super Mario 64 present està basada en la versió Shindou Pak Taiou, que només fou publicada al Japó i arreglava alguns errors de programació i feia canvis menors de jugabilitat respecte la versió original, com per exemple afegir les anomenades funcions de vibració.
En Super Mario Sunshine, es canvia el funcionament dels gallets, ja que els dels Joy-Cons (i comandaments com el Pro Controller) no són analògics com els del comandament de GameCube, i no reaccionen segons com de pressionats estan, en aquest cas per regular l'aigua que s'allibera del F.L.U.D.D.. Es va decidir que prémer el botó R equivalgués a llençar aigua quiet mentre es controla la direcció i al gallet ZR, a llençar una quantitat moderada d'aigua en moviment. Les cinemàtiques han estat processades per arribar a l'alta resolució.
En Super Mario Galaxy, s'utilitzen els sensors dels Joy-Cons per simular el punter del Wii Remote, amb el botó R actuant com a centrador del punter. També es decideix que el botó Y simuli el moviment de sacseig del Remote per fer que en Mario faci un moviment giratori, tot i que es poden utilitzar ambdós. En el mode portàtil, la pantalla tàctil actua de punter. També es pot jugar al mode cooperatiu amb un segon Joy-Con.
La compilació també afegeix un mode per escoltar totes les pistes musicals dels tres jocs, permetent també desactivar la imatge de la pantalla.
Va sortir una actualització per al dia 1 (versió 1.0.1) que arregla uns errors relacionats amb el mode cooperatiu de Super Mario Galaxy. El 17 de novembre de 2020 va tenir lloc el llançament de la versió 1.1.0 del joc, que afegeix compatibilitat amb els comandaments de GameCube compatibles amb la Nintendo Switch, així com la possibilitat d'invertir els controls de les càmeres. El 3 de novembre de 2021, tot i que el joc ja es trobés discontinuat, es va fer el mateix amb el comandament de Nintendo 64 que es ven per als usuaris de Nintendo Switch Online, amb la versió 1.1.1.

## Recepció
Segons l'agregador de crítiques Metacritic, Super Mario 3D All-Stars ha rebut crítiques majoritàriament positives, i manté una puntuació de 82/100 mitjana basant-se en 102 valoracions. La majoria de crítics van coincidir que els jocs seguien sent agradables, però que haurien fet falta alguns ajustos a aspectes que havien quedat antiquats i que alguns jugadors nouvinguts haurien trobat "incomprensible". Alhora consideraven l'ús de l'emulació com a causa dels pocs canvis, i ho consideraven una manca d'esforç comparat amb Super Mario All-Stars, que va canviar l'estil gràfic dels jocs que contenia per complet. També va ser criticat el seu rendiment que a vegades se sentia "pobre" i la manca d'"extres", especialment per la manca de Super Mario Galaxy 2. Per aquestes raons el seu preu també va ser criticat, ja que es venia com a novetat quan dos dels jocs que conté estan disponibles a la Nintendo eShop de Wii U amb preus més baixos, i que altres compilacions com Crash Bandicoot N. Sane Trilogy s'han venut més barates i el seu contingut va ser creat de nou.
La seva limitada finestra de llançament tampoc no va ser exempta de crítiques, ja que va propiciar l'aparició d'especuladors venent reserves per eBay a preus altíssims, esdevenir el segon joc més reservat a l'Amazon.com nord-americà, i a una botiga britànica haver d'anul·lar les reserves, pel que alguns van considerar que Nintendo volia estendre la síndrome FOMO per voler limitar exageradament el seu estoc com va fer amb productes com els amiibo i la Nintendo Classic Mini: Nintendo Entertainment System, encara que després van aclarir que els llançaments limitats no seran habituals. També es va considerar la decisió "anti-consumidora" i "sense sentit" degut al context de pandèmia de COVID-19 i l'impacte econòmic en els potencials consumidors.
Durant la seva primera setmana de llançament, Super Mario 3D All-Stars va ser el joc més ben venut al Regne Unit, la tercera millor estrena d'un videojoc el 2020 i el cinquè joc que més ràpid s'ha venut al país. Al Japó, va vendre més de 210.000 còpies físiques els seus tres primers dies, i als EUA va ser el segon joc més ben venut del setembre, i el desè més ben venut del 2020. Va ser líder el setembre a Europa (incloent Espanya), l'Orient Mitjà, Àfrica i Àsia. A data de març de 2021, Super Mario 3D All-Stars va vendre 9,01 milions de còpies a tot el món. Durant la seva setmana final, les vendes físiques al Regne Unit van pujar un 267%.